# Area archeologica di Notarchirico
L'area archeologica di Notarchirico è un sito archeologico preistorico, situato presso la città di Venosa, in provincia di Potenza.
Dal dicembre 2014 il Ministero per i beni e le attività culturali la gestisce tramite il Polo museale della Basilicata, nel dicembre 2019 divenuto Direzione regionale Musei.

## Descrizione
Il sito, scoperto nel 1979, successivamente è stato indagato dal 1980 al 1985. Dal 2016 gli scavi eseguiti da un team internazionale di ricercatori, sono condotti dal Museo nazionale di storia naturale di Parigi.
L'area comprende un antico insediamento paleolitico. L'attività umana nella zona è testimoniata da diversi livelli stratificati, comprendenti un periodo da 600 000 a  300 000 anni dal presente (acheuleano medio), ma scavi più recenti ipotizzano che il sito fosse frequentato già da 700 000 anni dal presente da individui della specie Homo heidelbergensis.
Il fossile di un femore, classificato come VN-H1 scoperto nel 1985, ri-analizzato con le più moderne tecniche scientifiche, è stato attribuito ad un adolescente della  specie H. heidelbergensis, datato a un periodo compreso tra 661 000 e 614 000 anni dal presente. 
Il sito è caratterizzato dalla presenza di numerosi utensili in pietra, tra i quali diversi bifacciali tra i più antichi ritrovati in Europa, e dai resti di grossi animali come elefanti, bisonti, buoi e rinoceronti appartenenti a specie estinte,  depositati in sito dalle acque o da cacciatori.
La maggior parte dei reperti sono esposti al Museo archeologico nazionale di Venosa.

## Galleria d'immagini

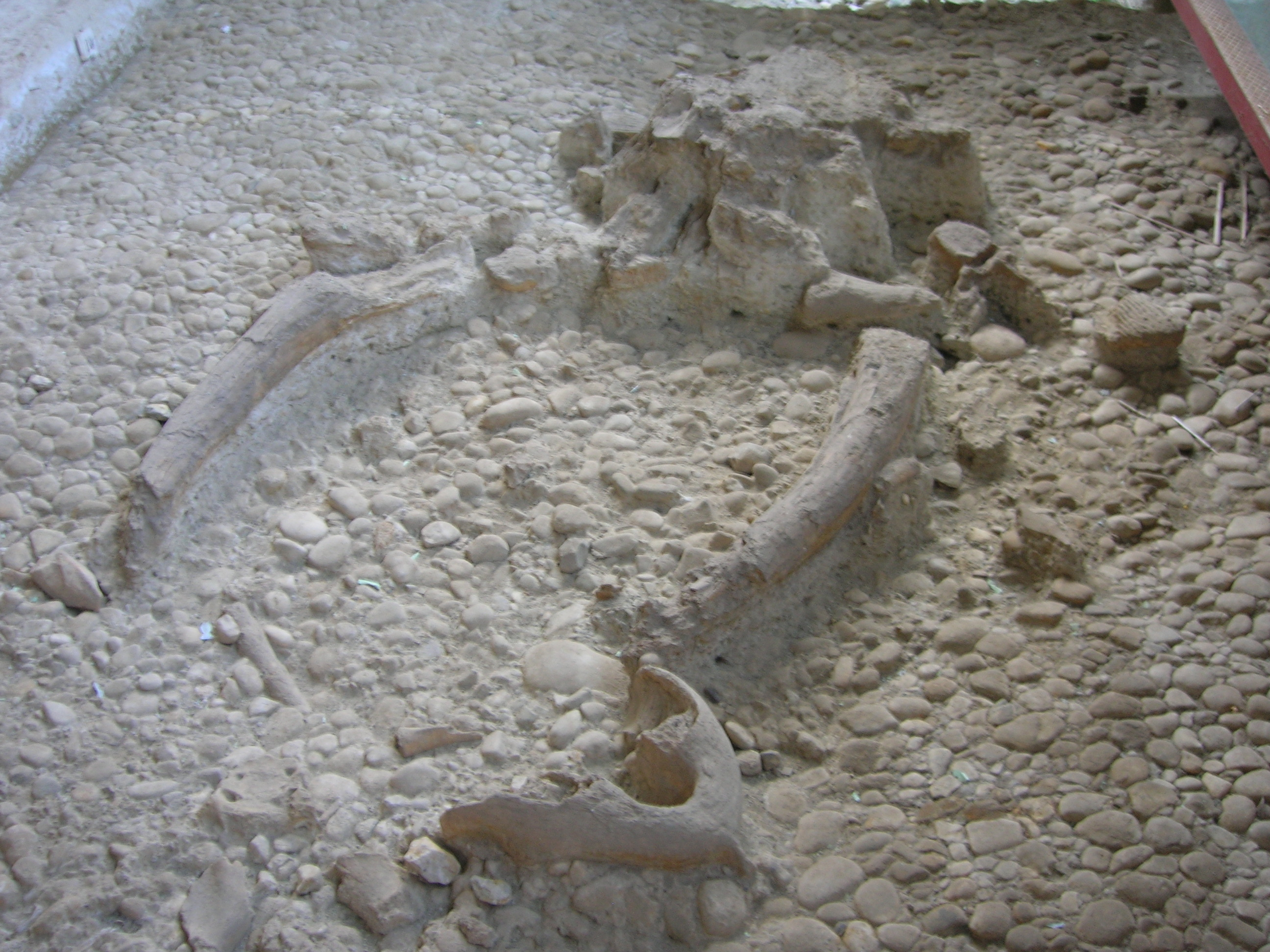
Fossile di un elefante
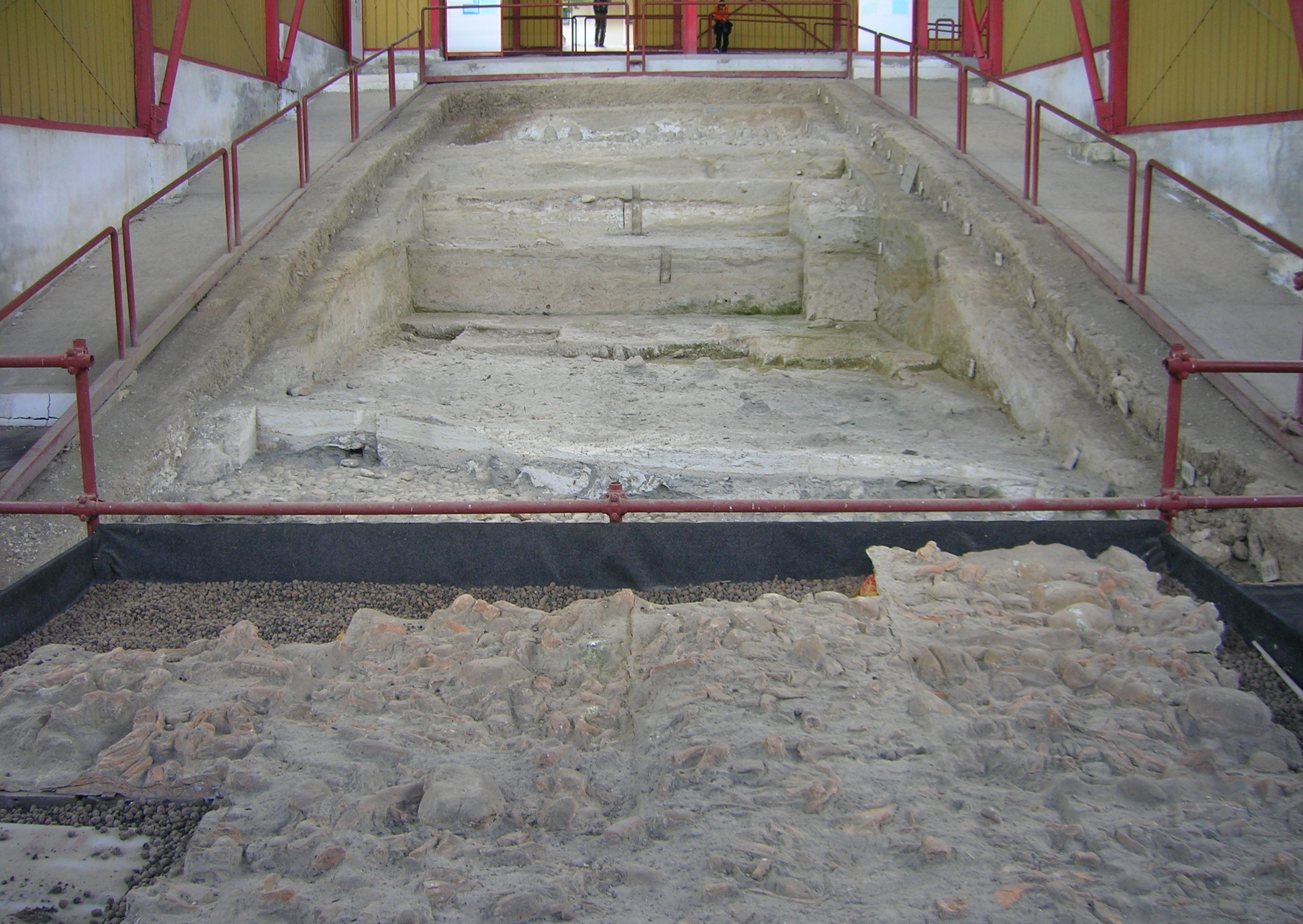
Sequenza stratigrafica
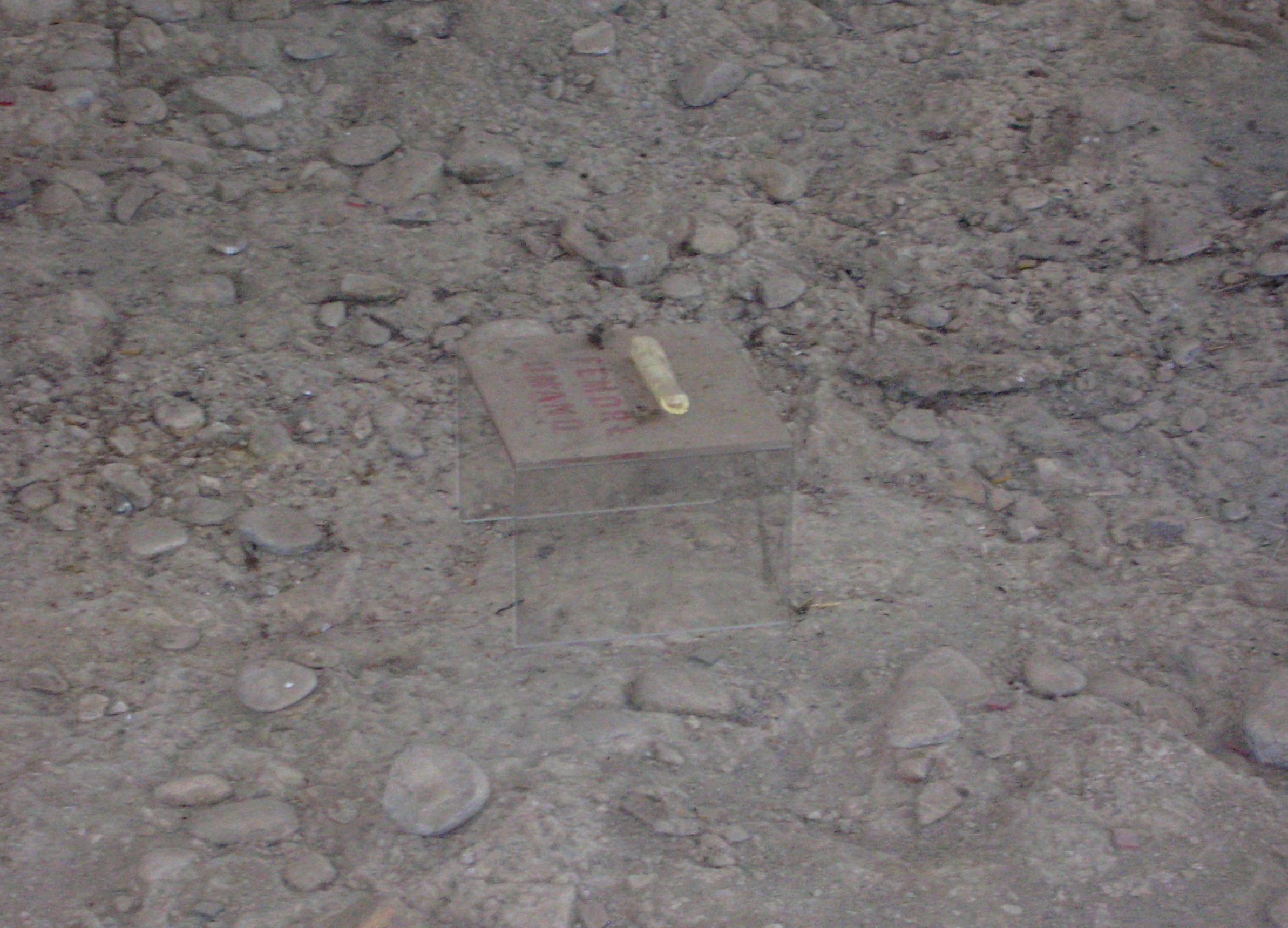
Femore di una femmina di Homo erectus